# Fork join
Fork join — метод, применяемый в коммуникационных и компьютерных системах и служащий для увеличения производительности выполнения большого количества рабочих задач. Метод заключается в том, что каждая задача разбивается на множество более мелких синхронизированных задач, которые обрабатываются параллельно на разных серверах.
Суть метода проста: большая задача разбивается на задачи поменьше, те, в свою очередь, на ещё более мелкие задачи, и так до тех пор, пока это имеет смысл. В самом конце получившаяся тривиальная задача выполняется последовательно. Данный этап называется Fork. Результат выполнения последовательных задач объединяется вверх по цепочке, пока не получится решение самой верхней задачи. Данный этап называется Join. Выполнение всех задач происходит параллельно.